# حرف (دستور زبان)
در سنت دستور عربی حرف یا پارَک یا وند یکی از سه قسم کلام دانسته می‌شود. سیبویه به عنوان بنیان‌گذار این سنت در الکتاب می‌گوید «واژه‌ها اسم و  فعل و حرف‌اند و حرف برای معنایی می‌آید که نه اسم است و نه فعل.» این کلی‌گویی و قرار دادن هر آنچه که اسم و فعل نیست در یک طبقه با نام حرف مورد انتقاد منطقی‌دانانی چون فارابی که با آثار دستورنویسان غربی همچون دیونوسیوس تراکس آشنایی داشتند قرار گرفت. فارابی در کتاب الالفاظ المستعمله فی المنطق می‌نویسد:
«... کلمات معنادار همچنین شامل آن دسته از کلماتی می‌شوند که دستورنویسان آنها را «حرف» می‌نامند و برای حکایت از معنی به کار می‌روند. این حروف شامل مقولات بسیار مختلفی می‌شوند، اما امروزه پژوهش گران دستور عربی عادت ندارند که برای هر مقوله نام متمایز آن را به کار برند. از این رو در برشمردن این مقولات باید از نامهایی استفاده کنیم که از دستورنویسان زبان یونانی آموخته‌ایم، چرا که آنها برای هر مقوله‌ای نام ویژه خودش را به کار می‌برند. آن ها یک مقوله را خوالف «ضمیرها»، دیگری را واصلات «حروف تعریف» , دیگری را واسطه «حروف اضافه» یکی را حواشی «قیدها» و دیگری را روابط «حروف ربط» نام نهاده‌اند.»
اما دستوریان عربی که به الکتاب سیبویه لقب قرآن النحو نیز داده بودند اصولاً وقعی به انتقادهای منطقیون نمی‌نهادند و به طور کل چندان از محتوی آثار ترجمه شده یونانی جز در موارد اندکی که مثلاً در تعاریف اسم و فعل دیده می‌شود تأثیر نپذیرفتند.

## در دستور زبان فارسی
حرف در دستور زبان فارسی در کنار اسم و فعل و صفت و قید و… یکی از انواع کلمات است.

حرف، خود، با توجه به معنی اضافی‌ای که دارد، دارای اقسامی است؛ مانند: حروف اضافه: در، به، از، تا، برای و…)، حرف عطف: «و» و….
حرف «را» حرف مفعولی است که فعل‌های گذرا به مفعول به‌وسیلهٔ آن به مفعول مرتبط می‌شوند.

## سایر زبان‌ها
حرف در زبان عربی نیز یکی از سه قسم فعل و اسم و حرف است و به اقسامی تقسیم می‌شود.